# John Turturro
John Michael Turturro (ur. 28 lutego 1957 w Nowym Jorku) – amerykański aktor teatralny, telewizyjny i filmowy, scenarzysta, reżyser i producent filmowy.

## Życiorys
Urodził się w nowojorskim Brooklynie w rodzinie katolickiej jako syn Katherine Florence (z domu Incerella) i Nicholasa Turturro. Jego młodszy brat Nicholas Turturro (ur. 29 stycznia 1962) został także aktorem. Jego matka urodziła się w Stanach Zjednoczonych i była amatorską piosenkarką jazzową, która pracowała w stoczni morskiej podczas II wojny światowej. Jego ojciec był stolarzem i pracownikiem budowlanym. Jego dziadkowie ze strony matki pochodzili z Sycylii. Jego ojciec w wieku sześciu lat wyemigrował do Stanów Zjednoczonych z Giovinazzo we Włoszech, a później pracował jako cieśla i pracownik budowlany, zanim dołączył do United States Navy podczas wojny. Jako marynarz był z flotą D-Day wspierającą operacje desantowe wojsk alianckich w Normandii we Francji w 1944. Jest kuzynem Aidy Turturro.
W wieku sześciu lat, wraz z rodziną, przeprowadził się do dzielnicy Queens w Nowym Jorku. Fascynował się filmami od dzieciństwa. Ukończył studia na wydziale teatralnym State University of New York w New Paltz, a po ukończeniu college’u zdobył stypendium na studia w prestiżowej Yale School of Drama.

### Kariera
Po raz pierwszy zyskał uznanie w teatrze regionalnym i off-Broadwayu. W 1980 zadebiutował na kinowym ekranie jako statysta w dramacie biograficznym Martina Scorsese Wściekły Byk z Robertem De Niro. W 1983 zdobył Obie Award za główną rolę w spektaklu Johna Patricka Shanleya Danny and the Deep Blue Sea w Playwrights Conference przy Theatre Center Eugene O’Neilla. W 1984 zadebiutował na Broadwayu w przedstawieniu Śmierć komiwojażera. Powrócił na plan filmowy w komedii romantycznej Garry’ego Marshalla Chłopak z klubu Flamingo (The Flamingo Kid, 1984) z Mattem Dillonem, dreszczowcu sensacyjnym Tępiciel 2 (Exterminator 2, 1984) z udziałem Mario Van Peeblesa oraz komedii Rozpaczliwie poszukując Susan (1985) u boku Madonny i Rosanny Arquette. W dramacie sensacyjnym Williama Friedkina Żyć i umrzeć w Los Angeles (1985) zagrał znaczącą rolę drugoplanową jako poplecznik nikczemnego fałszerza (w tej roli Willem Dafoe). Był pisarzem w komedii Woody’ego Allena Hannah i jej siostry (1986). Ponownie spotkał się ze Scorsese na planie dramatu Kolor pieniędzy (1986) z Paulem Newmanem, Tomem Cruise i Mary Elizabeth Mastrantonio.
Za drugoplanową rolę Heinza, który został zwolniony z więzienia po odbyciu kary za próbę gwałtu i wrócił do swojej starej dzielnicy, aby wznowić relacje z matką z demencją i „na nowo” stworzyć własną wersję relacji z ofiarą gwałtu (Jodie Foster) w dramacie kryminalnym Tony’ego Billa Dzielnica pięciu narożników (Five Corners, 1987) zdobył nominację do Independent Spirit Awards. Jako Gaspare „Aspanu” Pisciotta był towarzyszem i pierwszym kuzynem sycylijskiego bandyty Salvatore Giuliano (Christopher Lambert) w dramacie gangsterskim Michaela Cimino Sycylijczyk (1987) wg powieści Maria Puzo.

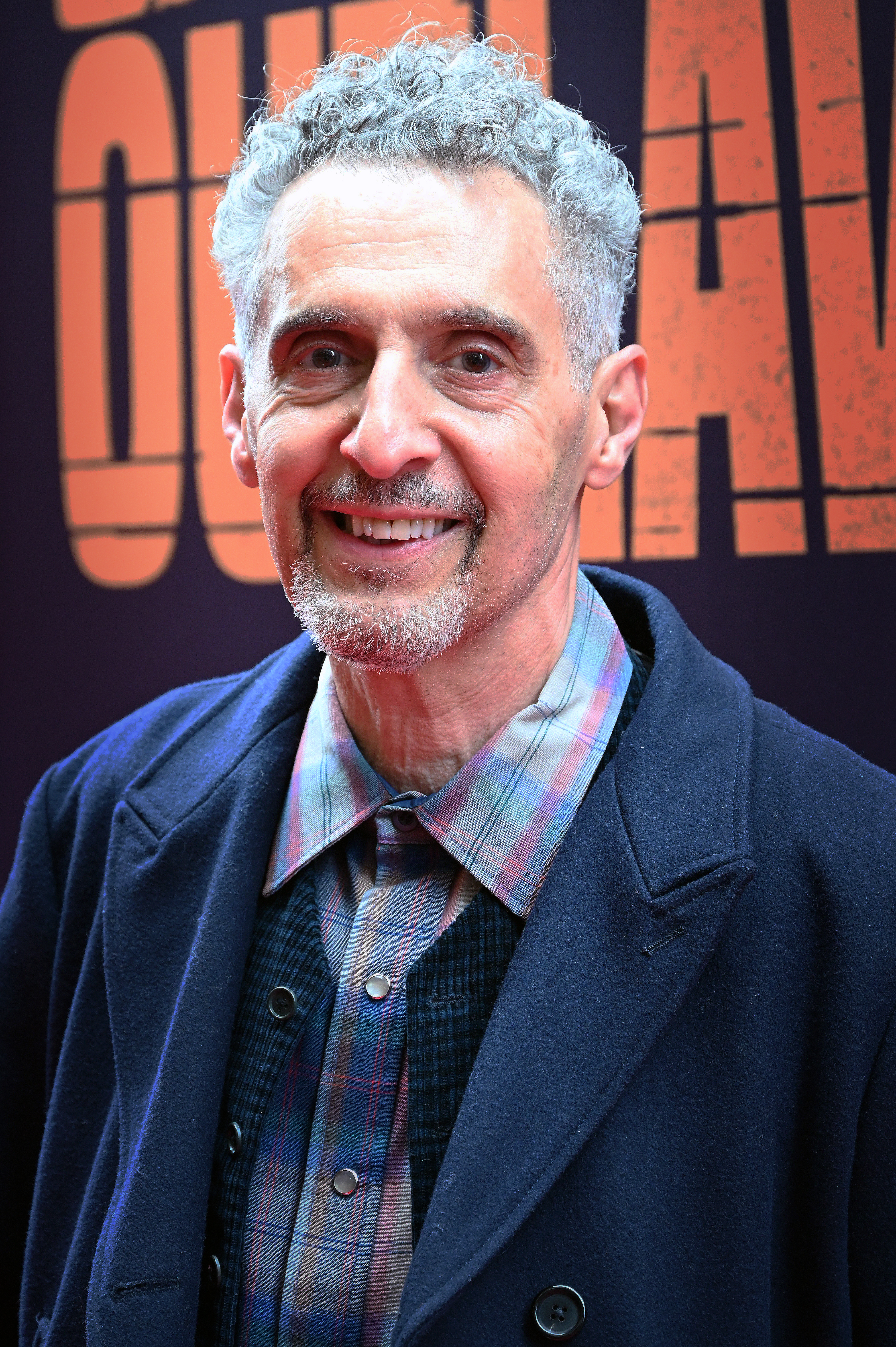
John Turturro (2025)

Stał się jednym z ulubionych aktorów Spike’a Lee, który zaangażował go do swoich produkcji takich jak Rób, co należy (1989) w roli Pino, arcydzieł Czarny blues (1990) jako Moe Flatbush, Ślepy zaułek (Clockers, 1995), Dziewczyna nr 6 (1996), Gra o honor (1998), Mordercze lato (Summer of Sam, 1999), Ona mnie nienawidzi (2004) i Cud w wiosce Santa Anna (2008) jako detektyw Antonio „Tony” Ricci. Często grywał też u braci Coen w filmach: Ścieżka strachu (1990), czarnej komedii nagrodzonej Złotą Palmą na 44. MFF w Cannes – Barton Fink (1991) w roli tytułowej (Nagroda za pierwszoplanową rolę męską na Festiwalu Filmowym w Cannes i David di Donatello), Big Lebowski (1998) jako latynoski mistrz kręgli czy westernie Bracie, gdzie jesteś? (2000) u boku George’a Clooneya.
Wystąpił w popisowej roli prawnika-naciągacza w komedii Dennisa Dugana Czacha dymi (1992). Swój debiut reżyserski Mac (1992) poświęcił włoskiemu środowisku, film został nagrodzony Złotą Kamerą na 45. MFF w Cannes. W 1992 odebrał Tribute to Independent Vision Award – nagrodę specjalną na Sundance Film Festival. Za kreację teleturniejowego omnibusa Herba Stempela, a następnie informatora o nieuczciwej naturze branży w dramacie Roberta Redforda Quiz Show (1994) był nominowany do Złotego Globu dla najlepszego aktora drugoplanowego. W 2001 odebrał nagrodę za wkład w rozwój kina niezależnego – Independent Career Achievement Award wręczoną przez Video Software Dealers Association. Pojawiał się w komediach u boku Adama Sandlera – Mr. Deeds – milioner z przypadku (2002), Dwóch gniewnych ludzi (2003) i Nie zadzieraj z fryzjerem (2008).
W 2004 otrzymał nagrodę Emmy za gościnny występ w roli Ambrose Monka, agorafobicznego starszego brata Adriana (Tony Shalhoub), w serialu USA Network Detektyw Monk (2004–2008). Za postać antagonisty w dreszczowcu Davida Koeppa Sekretne okno (2004) na podstawie opowiadania Stephena Kinga był nominowany do Saturna w kategorii najlepszy aktor drugoplanowy. Znalazł się w obsadzie dramatu sensacyjnego Roberta De Niro Dobry agent (2006) i dreszczowca Tony’ego Scotta Metro strachu (2009) z Denzelem Washingtonem i Johnem Travoltą. W superprodukcji Michaela Baya Transformers (2007) oraz sequelach Transformers: Zemsta upadłych (2009) i Transformers: Ostatni rycerz (2017) wcielił się w postać agenta Seymoura Simmonsa. W 2011 został uhonorowany nagrodą prezydenta festiwalu w Karlowych Warach.
W filmie akcji Matta Reevesa Batman (2022) został obsadzony w roli Carmine’a Falcone, jednego z najpotężniejszych szefów mafijnych w Gotham City i wroga Batmana (Robert Pattinson).

## Reżyseria
- 1992: Mac
- 1998: Illuminata
- 2005: Romanse i papierosy
- 2010: Passione
- 2013: Casanova po przejściach

## Filmografia (wybór)
- 1985: Żyć i umrzeć w Los Angeles
- 1985: Rozpaczliwie poszukując Susan
- 1986: Kolor pieniędzy
- 1986: Hannah i jej siostry
- 1987: Dzielnica pięciu narożników
- 1987: Rób, co należy
- 1990: Ścieżka strachu
- 1990: Czarny blues
- 1991: Barton Fink
- 1992: Czacha dymi
- 1992: Mac
- 1994: Quiz Show
- 1995: Rodzinka z piekła rodem
- 1997: Rozejm
- 1998: Illuminata
- 1998: Hazardziści
- 1998: Big Lebowski
- 2000: Bracie, gdzie jesteś?
- 2000: 2000 i wystarczy
- 2000: Człowiek, który płakał
- 2000: Obrona Łużyna
- 2003: Dwóch gniewnych ludzi
- 2004: Sekretne okno
- 2007: Transformers
- 2008: Co jest grane?
- 2008: Nie zadzieraj z fryzjerem
- 2009: Transformers: Zemsta upadłych
- 2010: Passione
- 2011: Transformers 3
- 2013: Casanova po przejściach
- 2014: Exodus: Bogowie i królowie
- 2017: Transformers: Ostatni rycerz
- 2018: Gloria Bell jako Arnold
- 2022: Batman

## Nagrody
| Rok  | Nagroda                                            | Kategoria                                                 | Tytuł produkcji      |
| ---- | -------------------------------------------------- | --------------------------------------------------------- | -------------------- |
| 1991 | 44. MFF w Cannes                                   | Najlepszy aktor                                           | Barton Fink (1991)   |
| 1992 | David di Donatello                                 | Najlepszy aktor zagraniczny                               | Barton Fink (1991)   |
| 1992 | Sundance Film Festival                             | Nagroda „Tribute to Independent Vision”                   | –                    |
| 1992 | 45. MFF w Cannes                                   | Złota Kamera                                              | Mac (1992)           |
| 2004 | Nagroda Emmy                                       | Najlepszy aktor w gościnnym występie w serialu komediowym | Detektyw Monk (2003) |
| 2007 | 57. MFF w Berlinie                                 | Srebrny Niedźwiedź za wybitny wkład artystyczny           | Dobry agent (2006)   |
| 2010 | 67. MFF w Wenecji                                  | Nagroda Miasta Rzymu za najlepszy film                    | Passione (2010)      |
| 2011 | Międzynarodowy Festiwal Filmowy w Karlowych Warach | Nagroda Prezesa Festiwalu                                 | –                    |
| 2013 | Camerimage                                         | Nagroda specjalna                                         | –                    |